# Ra’Shad James
Ra’Shad James (* 26. Januar 1990) ist ein US-amerikanischer Basketballspieler.

## Laufbahn
James spielte als Jugendlicher Basketball an der White Plains High School im Westchester County (US-Bundesstaat New York) und machte sich bereits dort als Spieler mit außergewöhnlich hoher Sprungkraft einen Namen. Ab 2008 gehörte James zur Basketball-Mannschaft des St. Thomas Aquinas College in der zweiten NCAA-Division. In der Saison 2009/10 war er mit einem Punkteschnitt von 16,0 pro Begegnung bester Korbschütze der Mannschaft und wies dabei nicht nur seine großen athletischen Fähigkeiten, sondern auch seine Treffsicherheit beim Distanzwurf (42 erzielte Dreipunktwürfe in 26 Partien) nach. 2010 wechselte er an Iona College in die erste NCAA-Division, durfte aufgrund der Transferbestimmungen in der Saison 2010/11 nicht am Spielbetrieb teilnehmen, im Spieljahr 2011/12 stand er für Iona dann in 29 Partien auf dem Feld und erzielte im Mittel 3,1 Punkte je Begegnung. Zum Abschluss seiner Universitätszeit ging James an die Northwood University (später Keiser University) nach Florida. Im Northwood-Hemd war er in der Saison 2012/13 mit einem Durchschnitt von 23,0 Punkten pro Spiel drittbester Korbschütze der zweiten NAIA-Division. In 32 Spielen traf er 50 Dreipunktwürfe und erreichte Mittelwerte von 6,8 Rebounds, 2,5 Korbvorlagen sowie 1,5 Ballgewinnen pro Spiel. James, der als „Spieler des Jahres“ der Saison 2012/13 in der zweiten NAIA-Division ausgezeichnet wurde, spielte bei Northwood für Traineraltmeister Rollie Massimino, zu seinen Mannschaftskameraden gehörten auch die beiden Deutschen Thierno Agne und Patrick Horstmann.
James wechselte in den Profibereich und stand von 2013 bis 2015 bei den Reno Bighorns in der NBA D-League unter Vertrag. In der Hauptrunde der Saison 2014/15 war er mit einem Durchschnitt von 20,8 Punkten pro Spiel Renos bester Korbschütze und stand in dieser statistischen Kategorie ligaweit auf dem siebten Rang.
Im Spieljahr 2015/16 stand er nacheinander bei drei Mannschaften unter Vertrag: Zunächst bei Dongbu Promy in Südkorea, ab November 2015 beim polnischen Erstligisten AZS Koszalin und ab Februar 2016 bei den Westchester Knicks in der NBA D-League.
In der Sommerpause 2016 nahm James ein Vertragsangebot des kroatischen Klubs KK Cedevita Zagreb an, für den er in mehreren Wettbewerben antrat, nämlich in der kroatischen Liga, der grenzübergreifenden Adriatischen Basketballliga sowie im europäischen Vereinspokal Eurocup. In der kroatischen Liga gewann er mit Cedevita die Meisterschaft.
In der Saison 2017/18 war er Leistungsträger beim türkischen Erstligisten Yesilgiresun Belediye. Er erzielte im Verlauf des Spieljahres 15,1 Punkte pro Partie, stieg mit der Mannschaft aber aus der Liga ab.
Ende Juli 2018 wurde James vom deutschen Bundesligisten Telekom Baskets Bonn unter Vertrag genommen. Der ursprünglich bis Saisonende datierte Vertrag wurde jedoch bereits im Januar 2019 wieder aufgelöst, obwohl er im vorherigen Verlauf der Saison in 15 Bundesliga-Spielen mit einem Punkteschnitt von 14,9 bester Korbschütze der Rheinländer gewesen war. Wenige Tage später wechselte er innerhalb der Bundesliga zu Ratiopharm Ulm. Ende Februar 2019 zog er sich eine Schulterverletzung zu, die eine Operation erforderte. So blieb es bei fünf Bundesligaeinsätzen für die Ulmer, in denen er im Schnitt 9,2 Punkte erreichte.
Ende Juli 2019 vermeldete der französische Erstligist Boulazac Basket Dordogne James’ Verpflichtung, allerdings kam die Vereinbarung letztlich nicht zustande, da er die sportärztliche Untersuchung nicht bestand. Im November 2019 wechselte er zu Ormanspor Genclik Ankara in die erste türkische Liga. In der Saison 2020/21 stand er erst beim italienischen Zweitligisten OraSì Basket Ravenna unter Vertrag. Dieser wurde im Februar 2021 aufgelöst. Im Mai 2021 wurde er als Neuzugang von AS Salé in Marokko vermeldet.
In der Saison 2021/22 bestritt er 32 Spiele für die Mannschaft Birmingham Squadron in der US-Liga NBA G-League. In der Sommersaison 2022 spielte James in Kanada für die Scarborough Shooting Stars in der Liga CEBL. Es folgten Verträge in der Dominikanischen Republik, den Vereinigten Arabischen Emiraten und Venezuela.
Im Dezember 2023 und Januar 2024 spielte James kurz für Al-Muharraq in Bahrain, im Februar 2024 kehrte er zur venezolanischen Mannschaft Broncos de Caracas zurück.